# Chargers d'Alabama-Huntsville
Les Chargers d'Alabama-Huntsville (en anglais : Alabama–Huntsville Chargers) est un club omnisports universitaire de l'Université de l'Alabama à Huntsville, située à Huntsville dans l'Alabama aux États-Unis. Les équipes des Chargers participent aux compétitions universitaires organisées par la National Collegiate Athletic Association.

## Hockey sur glace
L'équipe de hockey sur glace masculine fait partie de la conférence Western Collegiate Hockey Association, évoluant en division 1. Elle fut championne nationale NCAA division II en 1996 et 1998.